# 名鉄DB40形ディーゼル機関車
名鉄DB40形ディーゼル機関車（めいてつDB40がたディーゼルきかんしゃ）は、かつて名古屋鉄道で運用されたディーゼル機関車である。
名古屋鉄道の最後のディーゼル機関車である。

## 概要
1960年（昭和35年）、加藤製作所が製造した小型のディーゼル機関車（10ｔ）である。国鉄F型貨車移動機と同型である。
常滑線聚楽園駅と愛知製鋼の間の専用線で使用され、車両の所有は愛知製鋼であるが、車籍は名古屋鉄道の籍であった。
1984年（昭和59年）に名鉄の貨物営業が廃止されると不要となり休車となる。休車の期間は10年以上に及び、廃車となったのは1997年（平成9年）である。